# UFC 303
UFC 303: Pereira vs. Prochazka 2 — турнир по смешанным единоборствам, организованный Ultimate Fighting Championship, который был проведён 29 июня 2024 года на спортивной арене «T-Mobile Arena» в городе Парадайс (часть города-мегаполиса Лас-Вегас), штат Невада, США.

## Подготовка турнира

### Главные события турнира

Первоначальный постер турнира

Изначально в качестве заглавного события был запланирован бой в полусреднем весе, в котором должны были встретиться бывший двойной чемпион UFC в полулёгком и лёгком весе ирландец Конор Макгрегор и бывший претендент на титул чемпиона UFC в лёгком весе (также бывший трёхкратный чемпион Bellator MMA в лёгком весе) американец Майкл Чендлер (#7 в рейтинге лёгкого веса). Макгрегор и Чендлер являлись главными тренерами команд в 31-м сезоне шоу The Ultimate Fighter, проведённым в 2023 году. И их очный поединок, организация которого была сильно затянута, должен был стать традиционным завершением сезона. Однако, 13 июня стало известно, что Макгрегор всё-таки вынужден отказаться от поединка из-за травмы пальца на ноге. Незамедлительно было официально объявлено, что в качестве нового главного события будет организован реванш между действующим чемпионом полутяжелой категории (а также, бывший чемпион UFC в среднем весе и бывший чемпион Glory в среднем и полутяжёлом весах по кикбоксингу) бразильцем Алексом Перейрой и бывшим чемпионом чехом Иржи Прохазкой (#1 в рейтинге).
| Заглавное событие - Полутяжёлый вес - Бой за титул чемпиона | Заглавное событие - Полутяжёлый вес - Бой за титул чемпиона | Заглавное событие - Полутяжёлый вес - Бой за титул чемпиона |
| --- | --- | ----------------------------------------------------------- |
| Алекс Перейра | | Иржи Прохазка                                               |
| ALEX SANDRO SILVA PEREIRA "Poatan" (порт. Каменная рука) 37 лет (07.07.1987) Рост 194 см, размах рук 203 см, вес 92,8 кг Гражданство: Происхождение: Место рождения: Сан-Бернарду-ду-Кампу, Сан-Паулу, Бразилия Представляет: Данбери, Коннектикут, США / Сан-Паулу, Бразилия "Teixeira MMA & Fitness" Дебют в UFC - 06.11.2021 (с рекордом 3-1) Бонусы "Perfomance of the Night (4)" Действующий чемпион UFC в полутяжёлом весе (11.2023-н.в., защиты 1/1) Чемпион UFC в среднем весе (11.2022-04.2023, защиты 0/1) Чемпион Glory (кикбоксинг) в полутяжёлом весе (2021, защиты 0/1) Временный чемпион Glory (кикбоксинг) в полутяжёлом весе (2019) Чемпион Glory (кикбоксинг) в среднем весе (2017-19, защиты 5/5) | JIŘÍ PROCHÁZKA "BJP" (Би Джей Пи) 31 год (14.10.1992) Рост 191 см, размах рук 203 см, вес 92,8 кг Гражданство: Происхождение: Место рождения: Зноймо, Чехословакия Представляет: Брно, Чехия "JETSAAM GYM BRNO" Дебют в UFC - 11.07.2020 (с рекордом 26-3-1) Бонусы "Fight of the Night" (2) / "Perfomance of the Night" (3) Претендент на титул чемпиона UFC в полутяжёлом весе Претендент на титул чемпиона UFC в полутяжёлом весе (2023) Чемпион UFC в полутяжёлом весе (06.2022-11.2022, освободил) Чемпион Rizin в полутяжёлом весе (2019) |                                                             |
| Последние бои: 13.04.2024, Джамаал Хилл (#1), KO1 11.11.2023, Иржи Прохазка (#1), TKO2 29.07.2023, Ян Блахович (#3), SDEC 08.04.2023, Исраэль Адесанья (#1, средн. вес), KO2 12.11.2022, Исраэль Адесанья (ч, средн. вес), TKO5 | Последние бои: TKO2, Александар Ракич (#5), 13.04.2024 TKO2, Алекс Перейра (#3), 11.11.2023 SUB5, Гловер Тейшейра (ч), 11.06.2022 KO2, Доминик Рейес (#3), 01.05.2021 KO2, Волкан Оздемир (#7), 11.07.2020 |                                                             |

Изначально в качестве соглавного события был запланирован бой в полутяжёлом весе, в котором должны были встретиться бывший чемпион Джамаал Хилл (#3 в рейтинге) и Халил Раунтри (#8 в рейтинге). Однако, Раунтри снялся с поединка из-за положительного результата теста на запрещённые вещества и был заменён на Карлоса Ульберга (#11 в рейтинге). Тем не менее, также 13 июня организаторы объявили, что Хилл тоже испытывает проблемы со здоровьем и не сможет участвовать в турнире. Таким образом, в качестве нового соглавного события был организован бой в полулёгком весе между бывшим претендентом на титул Брайаном Ортегой (#3 в рейтинге) и бразильским проспектом Диегу Лопесом (#14 в рейтинге). В свою очередь, Ульберг также получил нового соперника в лице Энтони Смита (#10 в рейтинге).
За день до турнира бой в полулегком весе между Ортегой и Лопесом был изменен на бой в легком весе по просьбе Ортеги, как сообщается, из-за проблем со сгонкой веса. В свою очередь, Лопес почти согнал вес до необходимого лимита и его вес составлял 146,5 фунтов, когда его уведомили об этом. Поэтому перед взвешиванием ему пришлось набрать вес до 155 фунтов. Впоследствии, уже в день мероприятия, Ортега снялся с боя из-за болезни, возникшей на фоне неудачной сгонки веса. В последний момент на 11-ти часовом уведомлении его заменил Дэн Иге (#14 в рейтинге). Бой пройдёт в промежуточном весе 165 фунтов.

### Анонсированные бои
| Бой | Весовая категория       | Участники боёв и их статистика перед боем (рекорд ММА / рекорд UFC / серия) | Участники боёв и их статистика перед боем (рекорд ММА / рекорд UFC / серия) | Участники боёв и их статистика перед боем (рекорд ММА / рекорд UFC / серия) | Участники боёв и их статистика перед боем (рекорд ММА / рекорд UFC / серия) | Участники боёв и их статистика перед боем (рекорд ММА / рекорд UFC / серия) | Участники боёв и их статистика перед боем (рекорд ММА / рекорд UFC / серия) | Участники боёв и их статистика перед боем (рекорд ММА / рекорд UFC / серия) | Участники боёв и их статистика перед боем (рекорд ММА / рекорд UFC / серия) | Участники боёв и их статистика перед боем (рекорд ММА / рекорд UFC / серия) | Участники боёв и их статистика перед боем (рекорд ММА / рекорд UFC / серия) | Участники боёв и их статистика перед боем (рекорд ММА / рекорд UFC / серия) | Участники боёв и их статистика перед боем (рекорд ММА / рекорд UFC / серия) |
|     |                         | Главный кард (Main Card, PPV)                                               |                                                                             |                                                                             |                                                                             |                                                                             |                                                                             |                                                                             |                                                                             |                                                                             |                                                                             |                                                                             |                                                                             |
| 1   | Полутяжелый вес         | Алекс Перейра Alex "Poutan" Pereira                                         | Ч                                                                           | 10-2                                                                        | 7-1                                                                         | +3                                                                          | vs.                                                                         | Иржи Прохазка Jiri "BJP" Procházka                                          | #1 exЧ                                                                      | 30-4-1                                                                      | 4-1                                                                         | +1                                                                          | [ 7 ]                                                                       |
|     | Лёгкий вес▲             | Брайан Ортега▼ Brian "T-City" Ortega                                        | #3 exП, exT(1)                                                              | 16-3 (1)                                                                    | 8-3 (1)                                                                     | +1                                                                          | vs.                                                                         | Диегу Лопес Diego Lopes                                                     | #14 CS                                                                      | 24-6                                                                        | 3-1                                                                         | +3                                                                          | [ 8 ]                                                                       |
| 2   | Промежуточный вес (165) | Дэн Иге▲ Dan "50K" Ige                                                      | #13 CS                                                                      | 18-7                                                                        | 10-6                                                                        | +1                                                                          | vs.                                                                         | Диегу Лопес Diego Lopes                                                     | #14 CS                                                                      | 24-6                                                                        | 3-1                                                                         | +3                                                                          | [ 9 ]                                                                       |
| 3   | Полутяжёлый вес         | Энтони Смит Anthony "Lionheart" Smith                                       | #10 exП, exT(2), SF                                                         | 38-19                                                                       | 13-8                                                                        | +1                                                                          | vs.                                                                         | Роман Долидзе▲ Roman "The Caucasian" Dolidze                                | #8*exT(7)*                                                                  | 12-3                                                                        | 6-3                                                                         | -2                                                                          | [ 10 ]                                                                      |
| 4   | Жен. легчайший вес      | Майра Буэну Силва Mayra "Sheetara" Bueno Silva                              | #3 exT(2)                                                                   | 10-3-1 (1)                                                                  | 5-2-1 (1)                                                                   | -1                                                                          | vs.                                                                         | Мейси Чиассон Macy Chiasson                                                 | #7 exT(6), TUF(W)                                                           | 9-3                                                                         | 7-3                                                                         | +1                                                                          | [ 11 ]                                                                      |
| 5   | Полуредний вес          | Иэн Гэрри "The Future" Ian Machado Garry                                    | #7 exT(6)                                                                   | 14-0                                                                        | 7-0                                                                         | +14                                                                         | vs.                                                                         | Майкл Пейдж Michael "Venom" Page                                            | #14 exT(13)                                                                 | 22-2                                                                        | 1-0                                                                         | +2                                                                          | [ 12 ]                                                                      |
|     |                         | Предварительный кард (Prelims, PPV/ESPN+)                                   |                                                                             |                                                                             |                                                                             |                                                                             |                                                                             |                                                                             |                                                                             |                                                                             |                                                                             |                                                                             |                                                                             |
| 6   | Средний вес             | Джо Пайфер Joe "Bodybagz" Pyfer                                             | CS                                                                          | 12-3                                                                        | 3-1                                                                         | -1                                                                          | vs.                                                                         | Марк-Андре Баррьо Marc-Andre "Powerbar" Barriault                           |                                                                             | 16-7 (1)                                                                    | 5-6 (1)                                                                     | -1                                                                          | [ 13 ]                                                                      |
| 7   | Полулёгкий вес          | Каб Свонсон Cub "Killer" Swanson                                            | exT(2), WEC                                                                 | 29-13                                                                       | 14-9                                                                        | +1                                                                          | vs.                                                                         | Андре Фили Andre "Touchy" Fili                                              | exT(15)                                                                     | 23-11 (1)                                                                   | 11-10 (1)                                                                   | -1                                                                          | [ 14 ]                                                                      |
| 8   | Полулёгкий вес          | Шарль Журден Charles "Air" Jourdain                                         |                                                                             | 15-7-1                                                                      | 6-6-1                                                                       | -1                                                                          | vs.                                                                         | Жеан Силва Jean "Lord Assassin" Silva                                       | CS                                                                          | 12-2                                                                        | 1-0                                                                         | +9                                                                          | [ 15 ]                                                                      |
| 9   | Легчайший вес           | Пэйтон Тэлботт Payton Talbott                                               | CS                                                                          | 8-0                                                                         | 2-0                                                                         | +8                                                                          | vs.                                                                         | Янис Геммури Yanis "The Desert Warrior" Ghemmouri                           |                                                                             | 12-2                                                                        | 0-1                                                                         | -1                                                                          | [ 16 ]                                                                      |
|     |                         | Ранний предварительный кард (Early Prelims, ESPN/ESPN+)                     |                                                                             |                                                                             |                                                                             |                                                                             |                                                                             |                                                                             |                                                                             |                                                                             |                                                                             |                                                                             |                                                                             |
| 10  | Жен. минимальный вес    | Мишель Уотерсон-Гомес Michelle "The Karate Hottie" Waterson-Gomez           | #14 exT(6)                                                                  | 18-12                                                                       | 6-8                                                                         | -4                                                                          | vs.                                                                         | Джиллиан Робертсон Gillian "The Savage" Robertson                           | #15 exT (11), TUF                                                           | 13-8                                                                        | 10-6                                                                        | +1                                                                          | [ 17 ]                                                                      |
| 11  | Тяжёлый вес             | Андрей Орловский Andrei "The Pitbull" Arlovski                              | exЧ, SF                                                                     | 34-23 (2)                                                                   | 23-17 (1)                                                                   | -3                                                                          | vs.                                                                         | Мартин Будай Martin "Badys" Buday                                           | exT(15)                                                                     | 13-2                                                                        | 4-1                                                                         | -1                                                                          | [ 18 ]                                                                      |
| 12  | Наилегчайший вес        | Рей Цуруя▲ Rei Tsuruya                                                      | д R2U                                                                       | 9-0                                                                         | -                                                                           | +9                                                                          | vs.                                                                         | Карлос Эрнандес Carlos Hernandez                                            |                                                                             | 9-3                                                                         | 2-2                                                                         | -1                                                                          | [ 19 ]                                                                      |
| 13  | Легчайший вес           | Рикки Симон Ricky Simón                                                     | exT(9), CS                                                                  | 20-5                                                                        | 8-4                                                                         | -2                                                                          | vs.                                                                         | Винисиус Оливейра Vinicius "Lok Dog" Oliveira                               | CS                                                                          | 20-3                                                                        | 1-0                                                                         | +3                                                                          | [ 20 ]                                                                      |
|     |                         | Отменённые бои                                                              |                                                                             |                                                                             |                                                                             |                                                                             |                                                                             |                                                                             |                                                                             |                                                                             |                                                                             |                                                                             |                                                                             |
|     | Наилегчайший вес        | Коди Дёрден▼ Cody Durden                                                    |                                                                             | 16-5-1                                                                      | 5-3-1                                                                       | -1                                                                          | vs.                                                                         | Карлос Эрнандес Carlos Hernandez                                            |                                                                             | 9-3                                                                         | 2-2                                                                         | -1                                                                          | [ 21 ]                                                                      |
|     | Полутяжёлый вес         | Джамаал Хилл Jamahal "Sweet Dreams" Hill                                    | #3 exЧ, CS                                                                  | 12-2 (1)                                                                    | 6-2 (1)                                                                     | -1                                                                          | vs.                                                                         | Халил Раунтри▼ Khalil "The War Horse" Rountree Jr.                          | #8 TUF(F)                                                                   | 13-5 (1)                                                                    | 9-5 (1)                                                                     | +5                                                                          | [ 22 ]                                                                      |
|     | Полусредний вес         | Конор Макгрегор▼ Conor "The Notorious" McGregor                             | exЧ*                                                                        | 22-6                                                                        | 10-4                                                                        | -2                                                                          | vs.                                                                         | Майкл Чендлер Michael "Iron" Chandler                                       | #6* exT(4*)                                                                 | 23-8                                                                        | 2-3                                                                         | -1                                                                          | [ 23 ]                                                                      |
|     | Полутяжёлый вес         | Джамаал Хилл▼ Jamahal "Sweet Dreams" Hill                                   | #3 exЧ, CS                                                                  | 12-2 (1)                                                                    | 6-2 (1)                                                                     | -1                                                                          | vs.                                                                         | Карлос Ульберг ▲ Carlos "Black Jag" Ulberg                                  | #11 CS                                                                      | 10-1                                                                        | 6-1                                                                         | +6                                                                          | [ 24 ]                                                                      |
|     | Полутяжёлый вес         | Энтони Смит▲ Anthony "Lionheart" Smith                                      | #10 exП, exT(2), SF                                                         | 38-19                                                                       | 13-8                                                                        | +1                                                                          | vs.                                                                         | Карлос Ульберг▼ Carlos "Black Jag" Ulberg                                   | #11 CS                                                                      | 10-1                                                                        | 6-1                                                                         | +6                                                                          | [ 25 ]                                                                      |

Условные обозначения: #5 (1) — текущее (лучшее) место бойца в рейтинге, exЧ(В) — бывший чемпион (временный), exП(В) — бывший претендент на титул чемпиона (временного), exТ(3) — боец входил в рейтинг Топ-15 (лучшее место в рейтинге), д — дебютант, CS — боец участвовал в Претендентской серии Дэйны Уайта, R2U — боец участвовал в шоу Road To UFC, TUF — боец участвовал в шоу The Ultimate Fighter, TUF(W/F) — боец являлся победителем/финалистом The Ultimate Fighter, WEC/SF — боец выступал в WEC или Strikeforce до объединения этих организаций с UFC.

## Церемония взвешивания
Результаты официальной церемонии взвешивания бойцов перед турниром.
| Весовая категория и допустимый лимит в фунтах | Весовая категория и допустимый лимит в фунтах | Участники боёв и их вес в фунтах | Участники боёв и их вес в фунтах | Участники боёв и их вес в фунтах | Участники боёв и их вес в фунтах |
| --------------------------------------------- | --------------------------------------------- | -------------------------------- | -------------------------------- | -------------------------------- | -------------------------------- |
| Полутяжёлый вес, титульный бой                | 205                                           | Алекс Перейра                    | 204,5                            | Иржи Прохазка                    | 204,5                            |
| Лёгкий вес                                    | 155 (+1)                                      | Брайан Ортега                    | 155                              | Диегу Лопес                      | 155                              |
| Полутяжёлый вес                               | 205 (+1)                                      | Энтони Смит                      | 206                              | Роман Долидзе                    | 205                              |
| Легчайший вес (женщины)                       | 135 (+1)                                      | Майра Буэну Силва                | 136                              | Мейси Чиассон                    | 135,5                            |
| Полуредний вес                                | 170 (+1)                                      | Иэн Гэрри                        | 170                              | Майкл Пейдж                      | 171                              |
| Средний вес                                   | 185 (+1)                                      | Джо Пайфер                       | 185,5                            | Марк-Андре Баррьо                | 185                              |
| Полулёгкий вес                                | 145 (+1)                                      | Каб Свонсон                      | 146                              | Андре Фили                       | 145,5                            |
| Полулёгкий вес                                | 145 (+1)                                      | Шарль Журден                     | 146                              | Жеан Силва                       | 147,5**                          |
| Легчайший вес                                 | 135 (+1)                                      | Пэйтон Тэлботт                   | 135,5                            | Янис Геммури                     | 136                              |
| Минимальный вес (женщины)                     | 115 (+1)                                      | Мишель Уотерсон-Гомес            | 115                              | Джиллиан Робертсон               | 116                              |
| Тяжёлый вес                                   | 265 (+1)                                      | Андрей Орловский                 | 245                              | Мартин Будай                     | 264,5                            |
| Наилегчайший вес                              | 125 (+1)                                      | Рей Цуруя                        | 125,5                            | Карлос Эрнандес                  | 125                              |
| Легчайший вес                                 | 135 (+1)                                      | Рикки Симон                      | 136                              | Винисиус Оливейра                | 136                              |

[**] Жеан Силва не смог уложиться в лимит полулёгкой весовой категории (превышение составило 1,5 фунта) и будет оштрафован на 20% от гонорара в пользу соперника. Бой пройдёт в промежуточном весе 147,5 фунтов.

## Результаты турнира
В главном бою вечера Алекс Перейра победил Иржи Прохазку техническим нокаутом во 2-м раунде и во второй раз защитил титул чемпиона UFC в полутяжёлом весе.
| Статистика поединка: | Статистика поединка: | Статистика поединка:                          | Статистика поединка:                          | Статистика поединка: | Статистика поединка: | Статистика поединка: | Статистика поединка: | Статистика поединка: | Статистика поединка: | Статистика поединка: | Статистика поединка: | Статистика поединка: | Статистика поединка: | Статистика поединка: | Статистика поединка: | Статистика поединка: | Статистика поединка: | Статистика поединка: |
| Участник             | Нокдауны             | Акцентрованные удары (по цели/всего/точность) | Акцентрованные удары (по цели/всего/точность) | По раундам           | По раундам           | По раундам           | По раундам           | По раундам           | По цели              | По цели              | По цели              | По позиции           | По позиции           | По позиции           | Тейкдауны            | Тейкдауны            | Контроль             | Попытка приема       |
| Участник             | Нокдауны             | Акцентрованные удары (по цели/всего/точность) | Акцентрованные удары (по цели/всего/точность) | 1Р                   | 2Р                   | 3Р                   | 4Р                   | 5Р                   | Голова               | Корпус               | Ноги                 | Дистанция            | Клинч                | Партер               | Тейкдауны            | Тейкдауны            | Контроль             | Попытка приема       |
| -------------------- | -------------------- | --------------------------------------------- | --------------------------------------------- | -------------------- | -------------------- | -------------------- | -------------------- | -------------------- | -------------------- | -------------------- | -------------------- | -------------------- | -------------------- | -------------------- | -------------------- | -------------------- | -------------------- | -------------------- |
| Алекс Перейра        | 2                    | 38/50                                         | 76%                                           | 27/37                | 11/13                | -                    | -                    | -                    | 21/32                | 8/9                  | 9/9                  | 21/31                | 7/7                  | 10/12                | 0                    | -                    | 0:03                 | 0                    |
| Иржи Прохазка        | 0                    | 7/25                                          | 28%                                           | 7/25                 | 0                    | -                    | -                    | -                    | 4/20                 | 2/4                  | 1/1                  | 6/24                 | 1/1                  | 0                    | 0                    | -                    | 1:11                 | 0                    |

В соглавном бою Диегу Лопес победил Дэна Иге единогласным решением судей.
| Статистика поединка: | Статистика поединка: | Статистика поединка:                          | Статистика поединка:                          | Статистика поединка: | Статистика поединка: | Статистика поединка: | Статистика поединка: | Статистика поединка: | Статистика поединка: | Статистика поединка: | Статистика поединка: | Статистика поединка: | Статистика поединка: | Статистика поединка: | Статистика поединка: | Статистика поединка: |
| Участник             | Нокдауны             | Акцентрованные удары (по цели/всего/точность) | Акцентрованные удары (по цели/всего/точность) | По раундам           | По раундам           | По раундам           | По цели              | По цели              | По цели              | По позиции           | По позиции           | По позиции           | Тейкдауны            | Тейкдауны            | Контроль             | Попытка приема       |
| Участник             | Нокдауны             | Акцентрованные удары (по цели/всего/точность) | Акцентрованные удары (по цели/всего/точность) | 1Р                   | 2Р                   | 3Р                   | Голова               | Корпус               | Ноги                 | Дистанция            | Клинч                | Партер               | Тейкдауны            | Тейкдауны            | Контроль             | Попытка приема       |
| -------------------- | -------------------- | --------------------------------------------- | --------------------------------------------- | -------------------- | -------------------- | -------------------- | -------------------- | -------------------- | -------------------- | -------------------- | -------------------- | -------------------- | -------------------- | -------------------- | -------------------- | -------------------- |
| Дэн Иге              | 0                    | 42/77                                         | 54/%                                          | 9/24                 | 8/12                 | 25/41                | 34/67                | 4/5                  | 4/5                  | 24/53                | 3/4                  | 15/20                | 0/1                  | 0%                   | 1:39                 | 0                    |
| Диегу Лопес          | 0                    | 49/100                                        | 49%                                           | 22/47                | 12/16                | 15/37                | 32/74                | 8/14                 | 9/12                 | 38/85                | 10/14                | 1/1                  | 1/3                  | 33%                  | 4:06                 | 1                    |

| Бой    | Весовая категория           | Результат боя               | Результат боя      | Результат боя | Результат боя | Результат боя | Результат боя         | Результат боя | Способ победы                                        | Раунд | Время | Рефери в ринге |
|        |                             | Главный кард                |                    |               |               |               |                       |               |                                                      |       |       |                |
| Бой 13 | Полутяжелый вес             |                             | Алекс Перейра      | Ч             | поб.          |               | Иржи Прохазка         | #1            | Технический нокаут (удар ногой в голову и добивание) | 2     | 0:13  | Херб Дин       |
| Бой 12 | Промежуточный вес (165)***  |                             | Диегу Лопес        | #14           | поб.          |               | Дэн Иге               | #13           | Единогласное решение (29–28, 29–28, 29–28)           | 3     | 5:00  | Джейсон Херцог |
| Бой 11 | Полутяжёлый вес             |                             | Роман Долидзе      | #8*           | поб.          |               | Энтони Смит           | #10           | Единогласное решение (30–27, 29–28, 29–28)           | 3     | 5:00  | Марк Годдард   |
| Бой 10 | Жен. легчайший вес          |                             | Мейси Чиассон      | #7            | поб.          |               | Майра Буэну Силва     | #3            | Технический нокаут (остановка доктором)              | 2     | 1:58  | Крис Тоньони   |
| Бой 9  | Полуредний вес              |                             | Иэн Гэрри          | #7            | поб.          |               | Майкл Пейдж           | #14           | Единогласное решение (29–28, 29–28, 29–28)           | 3     | 5:00  | Марк Смит      |
|        |                             | Предварительный кард        |                    |               |               |               |                       |               |                                                      |       |       |                |
| Бой 8  | Средний вес                 |                             | Джо Пайфер         |               | поб.          |               | Марк-Андре Баррьо     |               | Нокаут (оверхенд справа)                             | 1     | 1:25  | Херб Дин       |
| Бой 7  | Полулёгкий вес              |                             | Андре Фили         |               | поб.          |               | Каб Свонсон           |               | Раздельное решение (28–29, 29–28, 29–28)             | 3     | 5:00  | Джейсон Херцог |
| Бой 6  | Промежуточный вес (147,5)** |                             | Жеан Силва         |               | поб.          |               | Шарль Журден          |               | Нокаут (апперкот справа)                             | 2     | 1:22  | Марк Годдард   |
| Бой 5  | Легчайший вес               |                             | Пэйтон Тэлботт     |               | поб.          |               | Янис Геммури          |               | Нокаут (кросс справа и добивание)                    | 1     | 0:19  | Крис Тоньони   |
|        |                             | Ранний предварительный кард |                    |               |               |               |                       |               |                                                      |       |       |                |
| Бой 4  | Жен. минимальный вес        |                             | Джиллиан Робертсон | #15           | поб.          |               | Мишель Уотерсон-Гомес | #14           | Единогласное решение (30–27, 30–27, 30–26)           | 3     | 5:00  | Джейсон Херцог |
| Бой 3  | Тяжёлый вес                 |                             | Мартин Будай       |               | поб.          |               | Андрей Орловский      |               | Раздельное решение (29–28, 28–29, 30–27)             | 3     | 5:00  | Марк Смит      |
| Бой 2  | Наилегчайший вес            |                             | Рей Цуруя          | д             | поб.          |               | Карлос Эрнандес       |               | Единогласное решение (29–28, 29–28, 29–28)           | 3     | 5:00  | Марк Годдард   |
| Бой 1  | Легчайший вес               |                             | Винисиус Оливейра  |               | поб.          |               | Рикки Симон           |               | Единогласное решение (30–27, 30–27, 29–28)           | 3     | 5:00  | Марк Смит      |

Официальные судейские карточки турнира.

## Бонусы
Следующие бойцы были удостоены денежного бонуса в размере $50,000:
- Лучший бой вечера: Андре Фили - Каб Свонсон
- Выступление вечера: Алекс Перейра, Мейси Чиассон, Джо Пайфер и Пэйтон Тэлботт